# لو مور (ویرجینیا)
لو مور (به انگلیسی: Low Moor) یک منطقهٔ مسکونی در ایالات متحده آمریکا است که در شهرستان الیگنی، ویرجینیا واقع شده‌است. لو مور ۲٫۲ کیلومتر مربع مساحت و ۲۵۸ نفر جمعیت دارد و ۳۴۲ متر بالاتر از سطح دریا واقع شده‌است.